# 大森華恵
大森 華恵（おおもり はなえ、1980年11月3日）は、日本の女優。演劇ユニットナナホシの主宰として演出、脚本も手掛けている。富山県出身。

## 出演

### テレビドラマ
- 花咲舞が黙ってない 第1シリーズ 第6話（日本テレビ：2014年5月21日） - 内藤久美子 役

### 情報番組
- ハッスル宅配便（チューリップテレビ：2007年4月20日 - 2008年3月21日） - リポーター